# Grundlagsutskottet
Grundlagsutskottet (GrU) är ett permanent utskott i Finlands riksdag,  bestående av 17 ledamöter och 9 ersättare. Grundlagsutskottet bereder ärenden rörande stiftande, ändrande eller upphävande av grundlag och ger utlåtanden om lagförslags eller andra ärendens grundlagsenlighet eller förhållande till fördrag om de mänskliga rättigheterna, prövar förslag rörande riksdagens arbetsordning, val inom riksdagen och Justitieombudsmannens instruktion. Regeringens årsberättelse remitteras till grundlagsutskottet för beredning. På utskottet ankommer vidare bland annat  att handlägga ärenden rörande ministeransvarigheten och avgöra tvister mellan riksdagens talman och riksdagen. Grundlagsutskottet behandlar följaktligen huvudsakligen ärenden rörande vallagstiftningen, de högsta statsorganen och Ålands självstyrelse samt språk- och partilagstiftningen.